# James Monroe
James Monroe (ur. 28 kwietnia 1758 w hrabstwie Westmoreland, zm. 4 lipca 1831 w Nowym Jorku) – amerykański polityk i dyplomata. 5. prezydent Stanów Zjednoczonych w latach 1817–1825. 
Był również senatorem (1790–1794); ambasadorem USA we Francji (1794–1796) i Wielkiej Brytanii (1803–1807); gubernatorem stanu Wirginia (1799–1802 i 1811); 7. sekretarzem stanu USA (1811–1814 i 1815–1817); 8. sekretarzem wojny USA (1814–1815).

## Młodość
James Monroe urodził się 28 kwietnia 1758 w hrabstwie Westmoreland w kolonii Wirginia jako syn szkockiego farmera Spence’a Monroe i jego żony Elizabeth. W wieku 16 lat rozpoczął studia w College of William and Mary. Po dwóch latach, w 1776 porzucił je, aby wraz z kolegami i profesorami wziąć udział w rewolucji amerykańskiej. Jeszcze w tym samym roku awansował na stopień porucznika. Wziął także udział w bitwie pod Trenton, po czym awansował na kapitana, a rok później walczył pod Germantown i uzyskał stopień majora. W tym czasie, dzięki rekomendacji generała George’a Washingtona Monroe zawarł wieloletnią przyjaźń z Thomasem Jeffersonem, który został jego wykładowcą prawa.

## Kariera polityczna

### Początki
Karierę polityczną Monroe rozpoczął w roku 1782, kiedy to został wybrany na członka legislatury stanowej Wirginii. W latach 1783–1786 był także delegatem na Kongres Kontynentalny, gdzie popierał ekspansję terytorialną przyszłych Stanów Zjednoczonych i sprzeciwiał się zbyt dużym prerogatywom dla rządu federalnego (z tego powodu był początkowo sceptyczny dla projektu Konstytucji).
W 1788 roku kandydował do Izby Reprezentantów, jednak zdecydowanie przegrał z Jamesem Madisonem. Dwa lata później został wybrany na senatora USA 1. klasy z Wirginii, w miejsce zmarłego Williama Graysona. W swoich wypowiedziach Monroe, podobnie jak Jefferson czy Madison, ostro krytykował postulaty federalistów, co przyczyniło się do skonsolidowania wokół nich frakcji, która przerodziła się później w Partię Demokratyczno-Republikańską.

### Ambasador w Europie
27 maja 1794 Monroe złożył mandat senatora i został powołany na posła amerykańskiego we Francji, w miejsce Gouverneura Morrisa. Otrzymał wówczas wytyczne od Washingtona, według których miał zapewniać rząd francuski o neutralności ws. konfliktu francusko-brytyjskiego. Jego ciepłe przemówienia do Zgromadzenia Narodowego Francji, wywołały sprzeciwy w Wielkiej Brytanii, w której negocjował John Jay. Monroe został wówczas poproszony przez rząd amerykański o większą powściągliwość. Większość z postulatów Monroego została spełniona przez Francuzów, jednak pomoc antyrewolucjoniście Thomasowi Paine’owi, a także napięte relacje z Wielką Brytanią sprawiły, że autorytet Monroego jako ministra został nadszarpnięty. 11 marca 1796 francuski rząd przedstawił mu swoje zażalenia, co sprawiło, że filadelfijscy Federaliści domagali się odwołania Monroego. Pod koniec roku został on odwołany z placówki dyplomatycznej.
Po czteroletniej kadencji jako gubernator Wirginii (1799–1803) został on powołany by ponownie negocjować z Francją, a następnie z Hiszpanią. Po nieudanych negocjacjach w Madrycie, dotyczących ustalenia granicy Stanów Zjednoczonych z koloniami hiszpańskimi na rzece Missisipi, Monroe udał się do Londynu, by przekonać rząd Korony do zaniechania dyskryminujących praktyk floty brytyjskiej wobec statków amerykańskich.

### Powrót do USA
Kiedy w 1807 roku powrócił do USA, prezydent Jefferson zaproponował mu funkcję gubernatora Luizjany, lecz Monroe odmówił (propozycja została ponowiona przez Madisona rok później). Wówczas Monroe powrócił do rodzinnej Wirginii, gdzie w 1810 został powołany do stanowej legislatury.
Trzy miesiące później, został powołany na sekretarza stanu w gabinecie Madisona. Był on lojalnym współpracownikiem prezydenta i choć początkowo był przeciwnikiem wojny z Anglią, to z czasem stał się jej zdecydowanym zwolennikiem. Na czas tego konfliktu, zrezygnował z funkcji sekretarza stanu i został sekretarzem wojny (sierpień 1814 – marzec 1815).

## Prezydentura

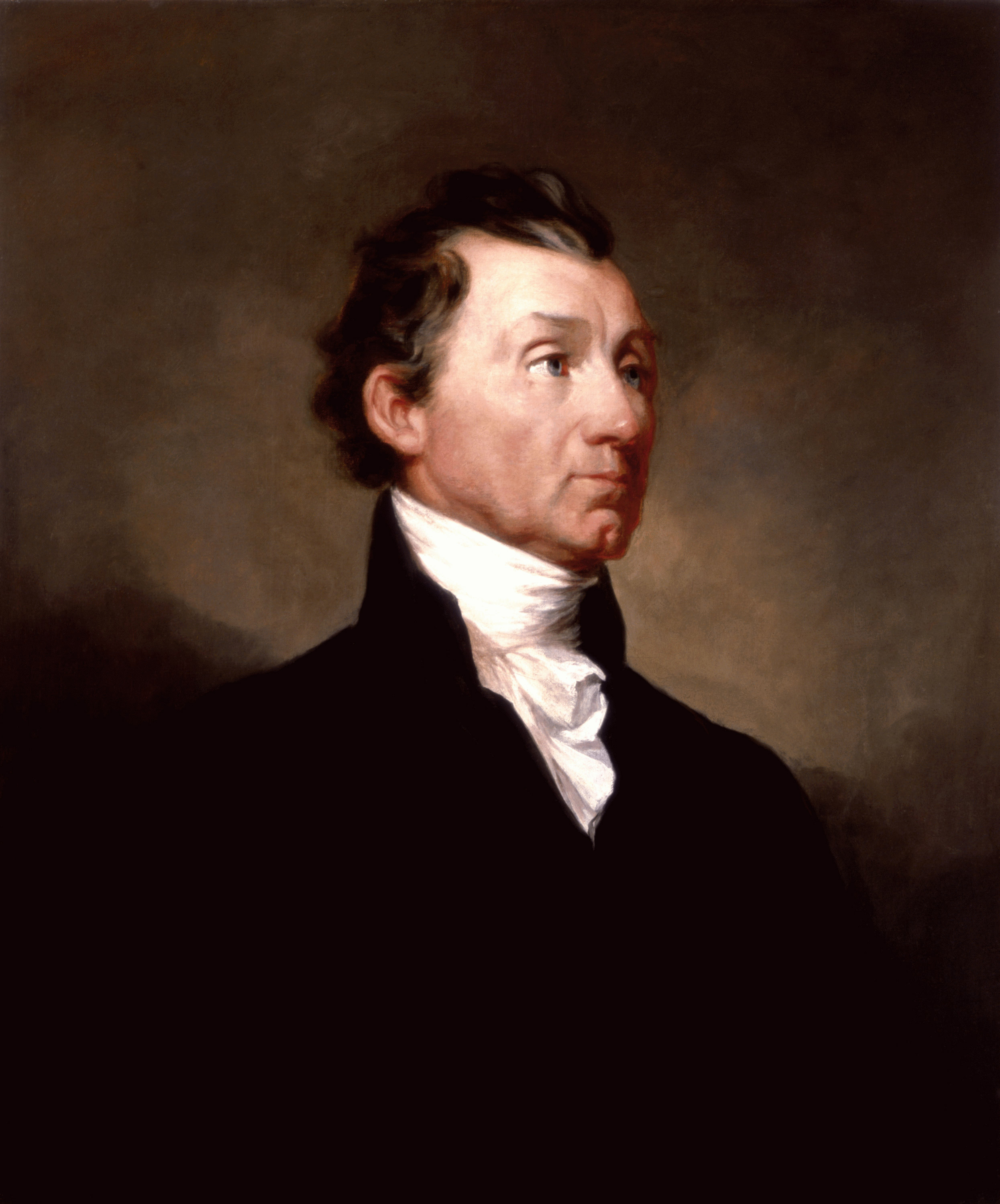
Oficjalny portret prezydencki

Wraz z końcem drugiej kadencji Jamesa Madisona, James Monroe był jedynym kandydatem Partii Demokratyczno-Republikańskiej na urząd prezydenta. W głosowaniu Kolegium Elektorów otrzymał 183 głosy wobec 34 dla Rufusa Kinga. Wiceprezydentem został Daniel Tompkins. James Monroe objął urząd 4 marca 1817. Zaprzysiężenia – na 5. prezydenta Stanów Zjednoczonych – dokonał po raz piąty prezes Sądu Najwyższego John Marshall.
Na samym początku kadencji nowy prezydent udał się w podróż po 13 stanach, w tym stanach pogranicza. Został ciepło przyjęty przez ludzi, nawet tych z północnych stanów, reprezentowanych głównie przez Federalistów. 12 lipca 1817 roku bostoński dziennik „Columbian Centinel” określił prezydenturę Monroego mianem „ery dobrego samopoczucia”, co utrwaliło się w historiografii.
W czasie trwania pierwszej kadencji, prezydent angażował się głównie w sprawy polityki zagranicznej. W 1818 doprowadził do podpisania z Anglią umowy regulującej granicę z Kanadą, usytuowaną na 49. równoleżniku, a rok później zawarł porozumienie z Hiszpanią w sprawie przejęcia Florydy. Jej nowym gubernatorem został mianowany generał Andrew Jackson.
W tym samym roku kraj znalazł się w recesji, poprzez bankructwo Banku centralnego Stanów Zjednoczonych. Monroe zaczął się wówczas obawiać czy zła sytuacja ekonomiczna pozwoli mu na reelekcję. Jego obawy okazały się jednak niesłuszne, bowiem w głosowaniu Kolegium Elektorów uzyskał niemalże jednomyślność. Jedynie William Plumer z New Hampshire głosował za Johnem Quincy Adamsem, ponieważ nie chciał by ktoś poza Washingtonem otrzymał wszystkie głosy elektorskie (w rzeczywistości także był zwolennikiem Monroego).
Jeszcze pod koniec pierwszej kadencji, w 1819 roku, swój akces do Unii zgłosił stan Missouri. Do tamtej chwili Unia liczyła 22 stany – jedenaście wolnych od niewolnictwa i jedenaście stanów, w których praktykowano niewolnictwo. Przyłączenie 13. stanu mogło naruszyć dotychczasową równowagę, dlatego 3 marca 1820 Kongres przegłosował ustawę aprobującą przyłączenie Missouri jako stanu niewolniczego, a stanu Maine (wyodrębnionego z Massachusetts) jako wolnego od niewolnictwa. Oprócz tego ustalono także zakaz niewolnictwa na północ od szerokości geograficznej 36° 30’. Gdy prezydent podpisał ustawę, legislatura stanowa podjęła uchwałę wyłączającą czarnoskórych obywateli z nowego stanu. Wówczas abolicjoniści rozpoczęli protest i zapowiedzieli, że nie zgodzą się na włączenie Missouri do Unii. Z kompromisową ustawą wyszedł spiker Izby Reprezentantów Henry Clay, który zaproponował by zawiesić status Missouri jako stanu, do czasu, gdy legislatura stanowa nie zagwarantuje, że nie wprowadzi żadnych ustaw sprzecznych z konstytucją. Po zgodzie władz stanowych i podpisie prezydenta, Missouri stał się pełnoprawnym stanem, a ustawa została nazwana „kompromisem Missouri”.

### Doktryna Monroego
W czasach drugiej kadencji Monroego rozpoczęły się ruchy wyzwoleńcze w Ameryce Łacińskiej – w 1820 roku niepodległość uzyskały Wenezuela, Argentyna, Nowa Granada i Chile. W ciągu dwóch następnych lat powstały kolejne państwa: Peru, Meksyk i Brazylia. Prezydent USA przychylnie oceniał ruchy wyzwoleńcze, ale zachowywał początkowo powściągliwość w ich ocenie, by nie narazić się Hiszpanii. W wyniku ruchów niepodległościowych, a także przywrócenia monarchii absolutnej w Hiszpanii w 1823, w Stanach Zjednoczonych obawiano się, że Hiszpania może odstąpić Anglii Kubę. Wówczas prezydent wysłał do Madrytu posła George’a Ervinga, który miał regularnie badać sytuację na dworze królewskim. Ponadto, 8 marca 1822 Monroe przedstawił Kongresowi orędzie, w którym uznał państwa latynoamerykańskie, jednak zachował wobec nich neutralność. Już 4 maja Kongres przyjął uchwałę regulującą przyszłe stosunki dyplomatyczne z nowo powstałymi krajami. W latach 1822–1826 USA uznały Kolumbię, Meksyk, Argentynę, Chile, Stany Zjednoczone Ameryki Środkowej, Brazylię i Peru. 2 grudnia 1823 roku prezydent przedstawił w Kongresie orędzie, które w 1853 zostało nazwane „doktryną Monroego”. Zawierało ono postulaty, według których Stany Zjednoczone uważają, że kolonizacja na półkuli zachodniej jest zakończona, a każda próba narzucenia systemów politycznych w państwach Ameryki Południowej, zostanie uznana przez USA za działanie wrogie. Ponadto prezydent twierdził, że jego kraj nie będzie ingerował w sprawy państw latynoamerykańskich i europejskich i liczy na takie samo zachowanie mocarstw monarchistycznych. Pośród społeczeństwa amerykańskiego oświadczenie to spotkało się z aprobatą i entuzjazmem, choć politycy obawiali się, że Monroe może doprowadzić do kolejnej wojny.

### Nominacje do Sądu Najwyższego
James Monroe nominował jednego sędziego Sądu Najwyższego Stanów Zjednoczonych:
- (19) Smith Thompson (1 września 1823) (po śmierci Henry’ego Livingstona)

### Stany przyłączone do USA
- (20) Missisipi – 10 grudnia 1817
- (21) Illinois – 3 grudnia 1818
- (22) Alabama – 14 grudnia 1819
- (23) Maine – 15 marca 1820
- (24) Missouri – 10 sierpnia 1821

## Emerytura i śmierć
Po ustąpieniu z urzędu prezydenta powrócił do rodzinnej posiadłości Oak Hill w hrabstwie Loudoun w Wirginii. Na emeryturze nie stronił od życia publicznego – w 1829 został przewodniczącym Zgromadzenia Konstytucyjnego Wirginii.
Kiedy w 1830 zmarła jego żona, sprzedał swoją posiadłość i przeprowadził się do Nowego Jorku. Zmarł 4 lipca 1831 w rocznicę Deklaracji Niepodległości. Został pochowany na Marble Cemetery, lecz w 1858 jego szczątki przeniesiono do Hollywood Cemetery w Richmond.

## Życie prywatne i poglądy
James Monroe zawarł związek małżeński w 1786 z Elizabeth Kortright, o dziesięć lat od siebie młodszą, córką kapitana armii brytyjskiej. Para miała dwie córki Elizę i Marię.
W przeciwieństwie do swoich dwóch poprzedników, Monroe nie był wielkim zwolennikiem abolicjonizmu. Jeszcze w czasie obrad Kongresu Kontynentalnego, Monroe nie wziął udziału w debacie nad zniesieniem niewolnictwa. Po zakończeniu kadencji prezydenckiej także unikał tego tematu.